# Gert Timmerman (zanger)
Gerrit (Gert) Timmerman (Oldenzaal, 8 juni 1935 – Overdinkel, 28 oktober 2017) was een Nederlandse zanger en musicus.

## Biografie

### Jonge jaren
Timmerman groeide op in de wijk Pathmos te Enschede. Hij bezocht enige tijd de ambachtsschool, maar hij had meer belangstelling voor muziek. Vanaf zijn twaalfde speelde hij klarinet. Op vijftienjarige leeftijd ging hij twee dagen per week naar het muzieklyceum in Zwolle en werkte drie dagen per week in een drukkerij. Hier ontmoette hij Henk Elsink met wie hij een duo vormde, met Elsink op piano en hijzelf op contrabas. Zanger werd hij pas op zijn twintigste, bij een band uit Enschede. Een Duitse solocarrière als Gerhard Zimmermann werd geen succes, maar in 1963 scoorde Timmerman onder zijn eigen naam een Nederlandse nummer 1-hit met het schlagernummer Blume von Tahiti. Niet lang daarna volgde: Ik heb eerbied voor jouw grijze haren (muziek en tekst Bobbejaan Schoepen). Deze plaat ging meer dan 350.000 keer over de toonbank. Timmerman ontving hiervoor op het Blokkerfestival een gouden en platina plaat, uit handen van Louis Armstrong. Het nummer werd door Timmerman gezongen met Tonny Sotthewes, met wie hij het duo Gert Timmerman vormde en niet samen met Hermien van der Weide, zoals vaak wordt gedacht.

### Gert en Hermien
In 1963 scoorde Timmerman nog twee solohits (o.a. De schommelstoel), maar vervolgens koos hij in datzelfde jaar voor een carrière met Hermien van der Weide, met wie hij in 1963 in het huwelijk trad.
Als het duo Gert en Hermien maakten ze met veel succes de ene plaat na de andere. In der Mondhelle Nacht van stadsgenoot Freddy Golden (pseudoniem voor Fred Gaasbeek) werd een gouden plaat voor het duo. Ook als soloartiest boekte Timmerman succes. In 1966 en 1967 worden zij onderscheiden op het MIDEM-festival te Cannes als best verkopende artiest in Nederland. Eind jaren zestig liep het succes terug. Timmermans echtgenote richtte zich meer op hun drie kinderen en Timmerman zelf bracht enkele solonummers uit. Ook componeerde hij samen met Freddy Golden  filmmuziek. Ze kregen een prijs voor de muziek bij de film Body and soul van René Daalder (1967).
Rond 1968 ontdekte Timmerman de piepjonge zangeres Wilma voor wie hij, samen met tekstschrijver Fred van Dam, Een klomp met een zeiltje en Grootpapa schreef, liedjes die in 1969 de Nederlandse Top 40 bereikten.
In het jaar 1969 haalde Timmerman een stunt uit door te beweren makkelijk een stadion vol fans te kunnen krijgen. Samen met Willem Duys organiseerde hij de Gert en Hermien Show in het Olympisch Stadion te Amsterdam. Meer dan 35.000 mensen kwamen op de show af, de stunt was geslaagd en Gert en Hermien ontvingen uit handen van Duys hun twaalfde gouden plaat. Het totale aantal gouden platen van het duo bedraagt 21 stuks, waaronder een platina plaat. In 1970 haalde Timmerman een hit met Brandend zand. Met Hermien bracht hij in 1972 Shalalie shalala (Alle duiven op de Dam) uit, dat op nummer 27 in de Daverende Dertig kwam. Zij werden beloond met een Edison voor het album Gert & Hermien waar dit nummer op geperst staat. Het nummer werd hun bekendste plaat.

### Christenperiode
In 1974 bekeerde Timmerman zich tot het christendom. De eerste lp met geestelijk repertoire, Daarom ben ik blij, haalde een verkoop van meer dan 100 000 exemplaren en werd beloond met een gouden plaat. Het paar sloot zich aan bij de baptisten van J. Malgo en trad veelvuldig op voor de Evangelische Omroep. Ze groeiden uit tot officieuze boegbeelden van deze omroep. Hun muzikale carrière stokte. Na een verblijf in Israël in 1977 keerden ze weer terug naar Overijssel.

### Vanaf de jaren 90
In 1990 traden Gert en Hermien tot veler verbazing op met de Achterhoekse band Normaal en in 1993 volgde een comeback. Hun geloof hadden ze aan de kant gezet en Timmerman gaf zelfs toestemming voor een fotoreportage van zijn dochters Sandra en Sheila in het mannenblad Playboy. De successen van weleer behaalde het duo echter niet meer.
In 1999 volgde een echtscheiding. Timmerman werd door zijn dochter Sandra van incest beschuldigd. Hij formeerde nog datzelfde jaar een duo met zijn zoon Gert jr. en was nog steeds als zanger en multi-instrumentalist actief.
In 2002 trouwde hij met Barbara Stoevenbeld. Zijn ex-vrouw Hermien overleed een jaar later, op 23 mei 2003, aan een nierziekte. Een cd werd gepresenteerd in 2004: Roses for you, een eerbetoon aan zijn ouders.
In 2005 vierde Timmerman zijn 70e verjaardag. Hij zat 50 jaar in het vak, werd koninklijk onderscheiden door de burgemeester van Losser en bracht in oktober van dat jaar zijn (drievoudige) jubileum-cd op de markt met de titel: En dat vergeet ik nooit, hits van weleer in een nieuw arrangement, aangevuld met nieuw materiaal.
In 2006 was hij hotelier in Hotel Big Brother. In februari 2006 kreeg hij grote problemen met zijn management en financiers, die bij hem het studiomateriaal en de door hen gesponsorde auto weer terughaalden. Tevens werd de website afgesloten. Timmerman en zijn vrouw doken onder voor de media.
In mei 2009 verscheen Gert Timmerman in het programma van televisiedominee David Maasbach. Hij vertelde daar over zijn eerdere bekering en hoe hij later weer van het christendom was afgedwaald. Hij had daarbij naar eigen zeggen niet het geloof verloren, maar hij moest niets meer hebben van de kerk als instituut. Later was hij van deze keuze teruggekomen en had zich weer volledig gericht op het geloof in God, zij het zonder Hermien en de dochters. Een paar weken na het interview met Maasbach trad hij op bij de Pinksterfamiliedag, een evenement van Maasbach.
In het EO-televisieprogramma Hoe is het toch met... vertelde Timmerman in maart 2011 dat hij nagenoeg doof was en dat hierdoor zingen en componeren vrijwel onmogelijk waren geworden. Ook Family7 maakte een portret; in 2015 voor het tv-programma De film van je leven.
In 2017 werd er alvleesklierkanker bij hem geconstateerd, waaraan hij op 28 oktober 2017 op 82-jarige leeftijd overleed.
Zijn dochters Sandra en Sheila waren enige tijd actief als het muzikale duo/trio She She and the He Devils 
(bezetting: Sandra van Megen-Timmerman zang, Sheila Timmerman gitaar, toetsinstrumenten, zang, René Elenbaas componist, gitaar, zang).

### Incest
In de in juni 2021 uitgezonden EO documentaire "De Gert & Hermien Story" kwam naar voren dat Gert Timmerman zijn dochter Sandra op jonge leeftijd had misbruikt en verkracht. "Ik weet nog heel goed wel, dat ik hem moest wassen. En dan ook zijn geslachtsdeel wassen." Ook beschrijft Sandra dat Gert, als hij alleen thuis was met de kinderen toen Hermien in het ziekenhuis lag, vaak naar boven kwam, Sandra bij zich riep en haar naast hem liet liggen. "(...) In die week dat hij met ons alleen was thuis, toen ben ik echt inderdaad heel bang voor hem geweest. En daar heeft hij zich inderdaad wel behoorlijk uitgeleefd op mij, als klein meisje." Sandra trad al eerder met dit misbruik naar buiten, namelijk in haar autobiografische theatertour in 2015 (en later het gelijknamige boek in 2018) "Circuskind". Gert trok dit incestverhaal in twijfel en dwong Sandra tot een DNA-test, omdat hij er niet van overtuigd was dat hij de vader van Sandra was. Toen deze DNA-test toch positief bleek, vocht Gert dit nogmaals aan in de rechtszaal, waarna de rechter Sandra gelijk gaf.

## Discografie

### Singles
| Single met eventuele hitnotering(en) in de Nederlandse Top 40 | Datum van verschijnen | Datum van binnenkomst | Hoogste positie | Aantal weken | Opmerkingen                         |
| ------------------------------------------------------------- | --------------------- | --------------------- | --------------- | ------------ | ----------------------------------- |
| Nimm deine weiße Gitarre                                      | 1963                  | 30 november 1963      | 2               | 10           |                                     |
| Ik heb eerbied voor jouw grijze haren                         | 1963                  | 30 november 1963      | 4               | 7            | als Duo Gert Timmerman              |
| Een moederhart, een gouden hart                               | 1964                  | 16 mei 1964           | 6               | 3            |                                     |
| De schommelstoel                                              | 1965                  | 30 januari 1965       | 7               | 12           | #6 in de Tijd voor Teenagers Top 10 |
| Brandend zand                                                 | 1970                  | 15 augustus 1970      | 6               | 10           |                                     |

## In populaire cultuur
- Een op Gert en Hermien geïnspireerd zangduo komt voor in de strip Agent 327 van Martin Lodewijk. Het duo heet daar "Gerda en Herman Timmerhout" en zingt de hit Denk toch altijd met liefde aan je moeder. Dit is met de loop der jaren een running gag geworden in de reeks.
- De eerste regel, "Ik heb eerbied", uit Bobbejaan Schoepens lied Ik heb eerbied voor jouw grijze haren, gezongen in de versie van Gert Timmerman, werd in 2003 gesampled door Osdorp Posse voor het nummer Respect uit hun album Tegenstrijd (2003).

- Gemeinsame Normdatei: 1061929000
- International Standard Name Identifier: 0000 0003 9061 1683
- MusicBrainz: ffaf9130-7036-447d-9d11-a88e1494da1f
- Nederlandse Thesaurus van Auteursnamen: 071126473
- Virtual International Authority File: 311670351
- WorldCat: E39PBJr3rcPKHjVHfhjPQwvrbd